# Madeira (vin)
 For alternative betydninger, se Madeira (flertydig). (Se også artikler, som begynder med Madeira)
Madeira er en portugisisk hedvin produceret på Madeira. Vinen laves i tørre typer, som kan bruges til aperitif, i medium og helt søde vine, som passer til dessert. Billige versioner kan krydres med salt og peber til brug i madlavning, men kaldes ikke vin.
Øen Madeira har en lang historie med vinproduktion, der går tilbage til opdagelsestiden, hvor Madeira var en fast havn på vej mod den Nye Verden eller Ostindien. For ikke at ødelægge vinen blev den tilføjet neutral brændevin. På sørejserne blev vinen udsat for høj temperatur og bevægelse. Det forbedrede smagen. Det blev opdaget, da en usolgt sending vin kom tilbage til øen efter en længere sørejse. I dag er Madeira kendt for øens unikke vinfremstillingsproces med opvarmning af vinen helt op til 60 °C for at forlænge holdbarhedstiden og bevidst oxidation. Derfor kan Madeira holde sig i lang tid, selv efter at være åbnet.
Opvarmningen gør også madeira velegnet i madlavning. En tør madeira (sercial eller rainwater) er nødvendig i forloren skildpadde.
Vine dyrket på Krim, i Californien og Texas bliver solgt som "Madeira" eller "Madere" på trods af, at de ikke lever op til EUs krav. De begrænser brugen af  Madeira eller Madere til vin fra øen Madeira.